# 布拉西 (马恩省)
布拉西（法語：Blacy，法語發音：[blasi]）是法国马恩省的一个市镇，位于该省东南部，属于维特里勒弗朗索瓦区。

## 地理
布拉西（48°43'39"N, 4°33'12"E）面积17.26 平方千米，位于法国大東部大區马恩省，该省份为法国东北部内陆省份，北起阿登省，西北接埃纳省，西南接塞纳-马恩省，南至奥布省，东南接上马恩省，东临默兹省。
与布拉西接壤的市镇（或旧市镇、城区）包括：马恩河畔卢瓦西、弗里尼库尔、格拉讷、香槟地区迈松、松皮、佩尔图瓦地区维特里、维特里勒弗朗索瓦。

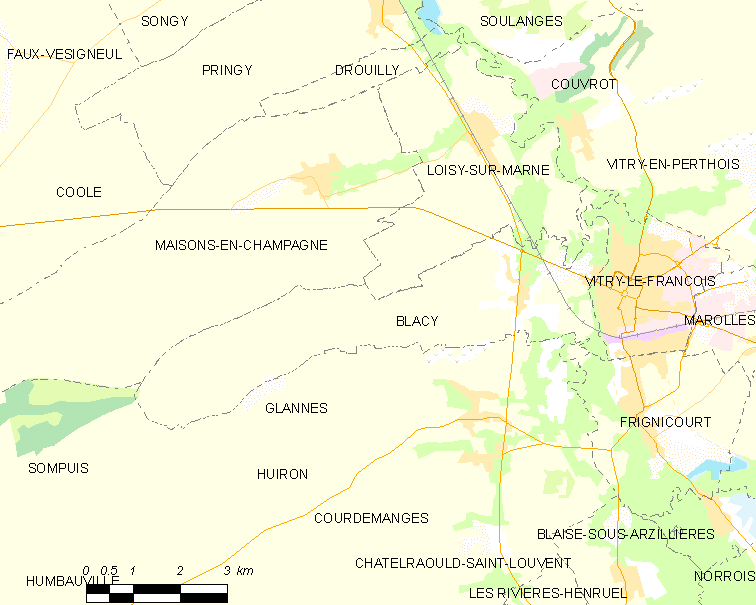
的OSM定位图

布拉西的时区为UTC+01:00、UTC+02:00（夏令时）。

## 行政
布拉西的邮政编码为51300，INSEE市镇编码为51065。

## 政治
布拉西所属的省级选区为维特里勒弗朗索瓦-香槟-代尔县。

## 人口

1962-2008年间人口变化图示

布拉西于2022年1月1日时的人口数量为618人。